# Ligné, Charente

Ligné este o comună în departamentul Charente, Franța. În 1 ianuarie 2022 avea o populație de 146 de locuitori.